# Hydrotalcyt
Hydrotalcyt, hydrotalcite – minerał, uwodniony zasadowy węglan glinowo-magnezowy o wzorze Mg
6Al
2(OH)
16CO
3·4H
2O. Jego nazwa nawiązuje do dużej zawartości wody i podobieństwa do talku. Stosowany m.in. jako lek zobojętniający kwasowość soku żołądkowego,chroniący błonę śluzową żołądka.

## Zastosowania medyczne
Wskazania
- nadkwaśność soku żołądkowego
- zgaga
- choroba wrzodowa żołądka i dwunastnicy
- zapalenie błony śluzowej żołądka

Przeciwwskazania
- nadwrażliwość na lek
- fenyloketonuria
- ciężka niewydolność nerek

Działania niepożądane
- biegunka
- nudności
- zaparcia
- wzdęcia
- brak apetytu
- zmiany w obrazie krwi
- zaburzenia czynności nerek

Preparaty
Tabletki do ssania lub żucia: Malgacid, Rutacid, Talcid, Ulcetal
Dawkowanie
Doustnie. Dorośli 2 tabletki 1-2 godziny po posiłku oraz 2 godziny przed snem, bądź w razie wystąpienia objawów.